# Op uw gezondheid
Op uw gezondheid is de laatste aflevering van de Vlaamse hoorspelreeks Maskers en Mysterie op 27 april 1997. Het is een verhaal van de Franse thrillerschrijver Charles Maître. Het hoorspel werd door de BRT uitgezonden. De regisseur was Ugo Prinsen en de vertaling had Greet Pernet. De speelduur is 37 minuten.

## Rolverdeling
- Marleen Maes - Solange Dampierre
- Anton Cogen - Daniel Rossier
- Annemarie Picard - Éveline Lenoir
- Ludo Busschots - Marc Dampierre

## Verhaal
Solange Dampierre is een keiharde zakenvrouw die niets en niemand ontziet. Haar zuster Éveline niet en haar man Marc Dampierre niet. Ook niet de boekhouder Rossier. Ze verdenkt haar boekhouder ervan fraude te hebben gepleegd. Haar man Marc wil van haar af door haar te laten opsluiten om in alle rust van zijn verhouding met zijn schoonzuster te kunnen genieten.